# Five Nights at Freddy’s: Security Breach
Five Nights at Freddy's: Security Breach (укр. П'ять ночей у Фредді: Порушення Безпеки) — комп'ютерна гра, що розробляється Steel Wool Studios, видавець — ScottGames. Є дев'ятою частиною в серії ігор Five Nights at Freddy's. Анонсована 16 вересня 2020 року в рамках презентації PlayStation 5 Showcase без дати виходу для ігрових платформ PlayStation 5, PlayStation 4 і Windows.
Спочатку планувалося, що Five Nights at Freddy's: Security Breach буде випущена в кінці 2020 року, її було презентовано 16 грудня 2021 року.
| Агрегатор  | Оцінка     |
| ---------- | ---------- |
| Metacritic | PC: 64/100 |

| Видання              | Оцінка |
| -------------------- | ------ |
| IGN                  | 7/10   |
| Jeuxvideo.com        | 11/20  |
| PC Games (Німеччина) | 5/10   |

## Сюжет
У ролі головного героя виступить хлопчик Ґреґорі, від імені якого показано трейлер гри. Сюжет зав'язаний навколо Ванесси — дівчини в костюмі білого кролика, над якою зміг здобути контроль дух Вільяма Афтона, що з'явився у вигляді цифрового способу Ґлітчтрапа (третя версія Спрінґтрапа).
Події відбуваються в величезному розважальному центрі «Мегапіцаплекс Фредді Фазбера», побудованому корпорацією Fazbear Entertainment. Як і в інших закладах франшизи, тут використовуються аніматроніки, серед яких як Ґлемрок-версії старих персонажів (Ґлемрок Фредді, Ґлемрок Чіка), так і нові герої (Монтґомері-ґатор (Монті), Роксана Вульф (Роксі). Аніматроніки є загрозою для головного героя через перепрограмування Ванесси.
Виходячи з секретних повідомлень у коді сайту розробників, Ванесса спілкується з духом убивці, де вони про щось замислюються. Голос у голові дівчини просить її підготуватися до чогось і «вибрати одного».

## Гральний процес
Five Nights at Freddy's: Security Breach — це сервайвл-хоррор з елементами стелсу. У грі гравець кекрує хлопцем Грегорі, замкненим у «Freddy Fazbear's Mega Pizzaplex», великому торговому центрі, який гравець може вільно досліджувати. Гравець має вижити з опівночі до шостої ранку, відбиваючись від кількох аніматроніків і роботів, які намагаються його вбити. Торговий центр і аніматроніки створені за зразком стилю глем-рок 1980-х. Грегорі також зіткнеться з іншими типами ворогів, такими як нічний охоронець Ванесса.
На відміну від попередніх ігор, де Фредді є видатним антагоністом, у Security Breach Фредді допомагає гравцеві уникати інших аніматроників і має відсік у шлунку, де гравець може сховатися. Однак, у результаті несправності Фредді може вичерпати заряд, і має зарядитися, змушуючи гравців піклуватися про себе.
Крім Фредді, гравцеві доступна низка інструментів, наприклад мережа камер безпеки, доступна через годинник гравця, зброя на кшталт «Fazblaster» — лазерна рушниця з необмеженими патронами — і «Faz Cam» — електрошоковий пристрій, схожий на камеру, а також екологічні способи стримування аніматроніків, такі як перекидання об'єктів для шуму, який відволікає аніматроніку. Коли годинник показує шосту ранку, гравець може покинути Pizzaplex і завершити гру. Фінал залежить від того, яку частину Pizzaplex гравець досліджував.

## Розробка
8 серпня 2019 року, на п'яту річницю першої гри, Скотт Коутон опублікував на сайті зображення, натякаючи на дев'яту частину цієї серії. На ньому зображено модернізований торговий центр з лазертаг-ареною, галереєю, великою кінотеатром і рестораном «Freddy Fazbear's Pizza»; на головній площі можна побачити версії Фредді Фазбера, Чікі і двох абсолютно нових аніматроніку в стилі 80-х, що грають для схвильованої публіки. 29 вересня 2019 року на сайті Коутона з'явився новий тизер за участю Глемрок Фредді, за яким послідував оновлений тизер з персонажем Венні з Five Nights at Freddy's: Help Wanted у вигляді тіні.
24 березня 2020 року було опубліковано ще один тизер за участю нового персонажа, схожого на алігатора, якого, як пізніше з'ясувалося, звуть Монтгомері Гатор. 12 червня 2020 року було випущено ще один тизер за участю головної героїні гри, неназваної охоронниці. 7 серпня 2020 року вийшов тизер з Ванни. Пізніше Скотт опублікував зображення персонажів Глемрок Чику і Роксанну Вульф на Reddit.
21 квітня 2020 року імена персонажів просочилися з Funko в список майбутніх продуктів, офіційною назвою стала «Five Nights at Freddy's: PizzaPlex». 22 квітня Скотт Коутон підтвердив, що це офіційна назва, призначена тільки для Funko.
16 вересня 2020 року, під час демонстрації PlayStation 5, було оголошено, що гра вийде на PlayStation 5 з функцією трасування променів в реальному часі. Початковий випуск заплановано на PlayStation 5, PlayStation 4 і на PC.